# Томас Щайц
Томас Артър Щайц (на английски: Thomas Arthur Steitz) е американски биохимик, лауреат на Нобелова награда за химия от 2009 г. заедно с Венкатраман Рамакришнан и Ада Йонат за тяхната работа върху структурата и функцията на рибозомата. Той показва, че пептидната трансфераза е РНК катализирана реакция, а също така разкрива механизма на инхибиране на тази функция чрез антибиотици.

## Биография
Щайц е роден на 23 август 1940 г. в Милуоки, Уисконсин. Учи химия в университета Лорънс в Епълтън, Уисконсин, завършвайки през 1962 г. Там той става член на братството Делта Тау Делта. Завършва докторантура по биохимия и молекулярна биология в Харвардския университет през 1966 г., където работи под ръководството на нобеловия лауреат по химия от 1976 г. Уилям Липскъм. В Харвард, след като определя структурата на малката молекула метил етилен фосфат, Щайц спомага за определянето на атомните структури на карбоксипептидаза А и аспартат карбамоилтрансфераза, които са най-големите известни атомни структури по това време.
Щайц продължава с постдокторантските си изследвания в лабораторията по молекулярна биология към Кеймбриджкия университет в периода 1967 – 1970 г. След това започва работа като асистент в Калифорнийския университет, Бъркли, но много скоро напуска, след като институцията на приема за преподавател жена му, Джоан Щайц, заради пола ѝ.
Двамата започват работа в Йейлския университет през 1970 г. Там той продължава работата си в областта на клетъчната и структурната биология. Заедно с Питър Мур определят атомната структура на голямата рибозомна подединица 50S, използвайки рентгенова кристалография през 2000 г. През 2009 г. е награден с Нобелова награда за химия за изследванията си върху структурата и функцията на рибозомите. През 2011 г. е избран за чуждестранен член на Британското кралско научно дружество. Той е и съосновател на компания за разработване на антибиотици.
Томас Щайц умира на 9 октомври 2018 г. от усложнения след лечение на рак на панкреаса.